# Virtud heroica
La virtud heroica es una expresión acuñada por Agustín de Hipona para describir la virtud de los primeros mártires cristianos. La frase es utilizada por la Iglesia católica. 
El término pagano griego héroe describía a una persona con habilidades posiblemente sobrehumanas y que poseía una gran bondad. El término se aplicó más tarde a otras personas altamente virtuosas que hacen buenas obras extraordinarias.

## En el catolicismo
La virtud heroica de una persona es uno de los requisitos para la beatificación de una persona. La visión de la Iglesia católica se explica en un artículo de J. Wilhelm en la Enciclopedia Católica de 1910: Wilhelm explica que la virtud heroica, como concepto dentro de la ética cristiana, se caracteriza por la encarnación de las virtudes cardinales y teologales. Estas virtudes abarcan la fe, la esperanza y la caridad, entre otras, siendo la caridad divina la más importante.
La fe es fundamental para el ethos cristiano, establece un vínculo con lo divino. Inicia una vida sobrenatural y se revela a través de acciones. Las buenas obras, incluida la adhesión a los mandamientos divinos, la oración, la devoción a la Iglesia, el temor de Dios, el aborrecimiento del pecado, la penitencia por los pecados cometidos y la paciencia en la adversidad, ilustran la vitalidad de la fe. Tales acciones se vuelven heroicas cuando se mantienen firmes en el tiempo o en condiciones arduas.
La esperanza es una firme confianza en la benevolencia de Dios al proveer vida eterna, alcanza el heroísmo a través de una confianza inquebrantable en la asistencia divina en medio de los desafíos de la vida. Sacrificar las ganancias mundanas en aras de la satisfacción celestial subraya el aspecto heroico de la esperanza.
Otras acciones son:
- La prudencia, capacidad de discernir los deseos y las acciones adecuadas, alcanza el heroísmo a través de la guía divina.
- La justicia, que otorga a cada uno lo que le corresponde, se ejemplifica con actos como el autosacrificio y la obediencia.
- El coraje, la superación de obstáculos en el cumplimiento del deber, alcanza alturas heroicas al superar desafíos aparentemente insuperables.
- La templanza, que es la restricción contra las pasiones incorrectas, abarca facetas como la propiedad, la modestia, la abstinencia, la castidad y la sobriedad.